# ميخائيل ارين (رسام)
ميخائيل ارين (بالإنجليزية: Michael Warren)‏ هو رسام بريطاني، ولد في 1938.

## وصلات خارجية
- الموقع الرسمي